# Rudi Ball
Rudi Victor Ball (Berlim, 27 de março de 1910 – Joanesburgo, 19 de setembro de 1975) foi um jogador de hóquei no gelo medalhista olímpico e mundial. Representou a Alemanha nos Jogos Olímpicos de Inverno de 1932 e nos Jogos de Inverno de 1936 foi um dos atletas judeus da delegação, assim como Helene Mayer nos Jogos Olímpícos de Verão, gerando grande controvérsia por parte do governo nazista.
Ball foi incluído no Hall da Fama da Federação Internacional de Hóquei no Gelo em 2004.